# Guemar (distrito)
Guemar é um distrito localizado na província de El Oued, Argélia, e cuja capital é a cidade de mesmo nome, Guemar. A população total do distrito era de 99 592 habitantes, em 2008.

## Municípios
O distrito é composto por três comunas:
- Guemar
- Ourmes
- Taghzout